# Giant (groupe)
 (février 2020).
Si vous disposez d'ouvrages ou d'articles de référence ou si vous connaissez des sites web de qualité traitant du thème abordé ici, merci de compléter l'article en donnant les références utiles à sa vérifiabilité et en les liant à la section « Notes et références ».
Pour les articles homonymes, voir Giant.
Giant est un groupe de heavy metal mélodique américain formé en 1987. 

## Historique
Le groupe a été formé par Dann Huff (chant et guitare) et Alan Pasqua (clavier). Il se composait également du frère de Dann, David Huff (batterie), et de Mike Brignardello (basse). 
Dissous en 1992, Giant s'est reformé depuis 2000.

## Discographie partielle

### Albums studio
- Last of the Runaways (en) (1989)
- Time to Burn (1992)
- III (2001)
- Promise Land (2010)
- Shifting Time (2022)
- Stand and Delivery (2025)